# Borivoje Đorđević
Borivoje „Bora” Đorđević (ser. Боривоје Ђорђевић, ur. 2 sierpnia 1948 w Belgradzie) – piłkarz serbski grający na pozycji środkowego pomocnika. W swojej karierze rozegrał 9 meczów w reprezentacji Jugosławii.

## Kariera klubowa
Karierę piłkarską Đorđević rozpoczął w klubie FK Partizan. W sezonie 1965/1966 zadebiutował w nim w pierwszej lidze jugosłowiańskiej. W Partizanie grał do końca sezonu 1974/1975. W 1966 roku dotarł z Partizanem do finału Pucharu Mistrzów, jednak w przegranym 1:2 finałowym meczu z Realem Madryt nie zagrał.
W 1975 roku Đorđević wyjechał z Jugosławii do Grecji i został zawodnikiem ateńskiego Panathinaikosu. W sezonie 1976/1977 wywalczył z nim mistrzostwo Grecji oraz zdobył Puchar Grecji. W 1978 roku odszedł do niemieckiego Eintrachtu Trewir i przez dwa lata grał w nim w 2. Bundeslidze. W 1980 roku zakończył w nim swoją karierę.
| Sezon   | Klub             | Kraj       | Rozgrywki             | Mecze | Bramki |
| ------- | ---------------- | ---------- | --------------------- | ----- | ------ |
| 1965/66 | FK Partizan      | Jugosławia | Prva liga             | 6     | 0      |
| 1966/67 | FK Partizan      | Jugosławia | Prva liga             | 23    | 1      |
| 1967/68 | FK Partizan      | Jugosławia | Prva liga             | 24    | 3      |
| 1968/69 | FK Partizan      | Jugosławia | Prva liga             | 8     | 0      |
| 1969/70 | FK Partizan      | Jugosławia | Prva liga             | 26    | 3      |
| 1970/71 | FK Partizan      | Jugosławia | Prva liga             | 27    | 5      |
| 1971/72 | FK Partizan      | Jugosławia | Prva liga             | 7     | 0      |
| 1972/73 | FK Partizan      | Jugosławia | Prva liga             | 13    | 1      |
| 1973/74 | FK Partizan      | Jugosławia | Prva liga             | 22    | 1      |
| 1974/75 | FK Partizan      | Jugosławia | Prva liga             | 23    | 5      |
| 1975/76 | Panathinaikos AO | Grecja     | Alpha Ethniki         | 13    | 0      |
| 1976/77 | Panathinaikos AO | Grecja     | Alpha Ethniki         | 21    | 5      |
| 1977/78 | Panathinaikos AO | Grecja     | Alpha Ethniki         | 2     | 0      |
| 1978/79 | Eintracht Trewir | RFN        | 2. Fußball-Bundesliga | 33    | 7      |
| 1979/80 | Eintracht Trewir | RFN        | 2. Fußball-Bundesliga | 19    | 1      |

## Kariera reprezentacyjna
W reprezentacji Jugosławii Đorđević zadebiutował 12 listopada 1967 roku w wygranym 4:0 spotkaniu eliminacji do Euro 68 z Albanią. W 1968 roku został powołany do kadry Jugosławii na Mistrzostwa Europy 1968, jednak na tym turnieju nie zagrał w żadnym meczu. Z Jugosławią wywalczył wicemistrzostwo Europy. W reprezentacji Jugosławii od 1967 do 1971 roku rozegrał 9 spotkań.
| Mecze i gole w reprezentacji | Mecze i gole w reprezentacji | Mecze i gole w reprezentacji | Mecze i gole w reprezentacji | Mecze i gole w reprezentacji | Mecze i gole w reprezentacji | Mecze i gole w reprezentacji |
| #                            | Data                         | Stadion                      | Rywal                        | Wynik                        | Gol                          | Rozgrywki                    |
| 1967                         | 1967                         | 1967                         | 1967                         | 1967                         | 1967                         | 1967                         |
| ---------------------------- | ---------------------------- | ---------------------------- | ---------------------------- | ---------------------------- | ---------------------------- | ---------------------------- |
| 1.                           | 12.11.1967                   | Belgrad, Jugosławia          | Albania                      | 4:0                          | 0                            | el. ME 1968                  |
| 1968                         |                              |                              |                              |                              |                              |                              |
| 2.                           | 06.04.1968                   | Marsylia, Francja            | Francja                      | 1:1                          | 0                            | el. ME 1968                  |
| 3.                           | 27.04.1968                   | Bratysława, Czechosłowacja   | Czechosłowacja               | 0:3                          | 0                            | towarzyski                   |
| 1969                         |                              |                              |                              |                              |                              |                              |
| 4.                           | 24.09.1969                   | Belgrad, Jugosławia          | ZSRR                         | 1:3                          | 0                            | towarzyski                   |
| 1970                         |                              |                              |                              |                              |                              |                              |
| 5.                           | 12.04.1970                   | Belgrad, Jugosławia          | Węgry                        | 2:2                          | 0                            | towarzyski                   |
| 6.                           | 10.09.1970                   | Graz, Austria                | Austria                      | 1:0                          | 0                            | towarzyski                   |
| 7.                           | 14.10.1970                   | Luksemburg, Luksemburg       | Luksemburg                   | 2:0                          | 0                            | el. ME 1972                  |
| 8.                           | 28.10.1970                   | Moskwa, ZSRR                 | ZSRR                         | 0:4                          | 0                            | towarzyski                   |
| 1971                         |                              |                              |                              |                              |                              |                              |
| 9.                           | 21.04.1971                   | Nowy Sad, Jugosławia         | Rumunia                      | 0:1                          | 0                            | towarzyski                   |